# Enni Mälkönen
Enni Mälkönen (25 settembre 1990) è una copilota di rally finlandese vincitrice del WRC-3 nel 2022 ed il WRC-2 nel 2024 al fianco di Sami Pajari.

## Carriera
Mälkönen fa il suo esordio nel Campionato del mondo Rally nel 2018 quando prende parte, in equipaggio con Jouni Virtanen, al Rally di Finlandia portato a termine oltre la cinquantesima posizione. Nel 2023, in occasione del Rally di Svezia conquista, con Sami Pajari alla guida, i primi punti iridati e il podio nella categoria WRC-2. Sempre in equipaggio con Pajari, vince la classifica WRC-3 nel 2022 e quella della WRC-2 nel 2024.

## Palmarès
- WRC-3 2022 con Sami Pajari su Ford Fiesta Rally3
- WRC-2 2024 con Sami Pajari su Toyota GR Yaris Rally2
- WRC-2 Challenger 2024 con Sami Pajari su Toyota GR Yaris Rally2

### Vittorie nel WRC-2
| # | Anno | Evento              | Pilota      | Auto                   | Squadra        |
| - | ---- | ------------------- | ----------- | ---------------------- | -------------- |
| 1 | 2023 | Rally di Finlandia  | Sami Pajari | Škoda Fabia RS Rally2  | Toksport WRT 2 |
| 2 | 2024 | Rally di Sardegna   | Sami Pajari | Toyota GR Yaris Rally2 | Printsport     |
| 3 | 2024 | Rally di Polonia    | Sami Pajari | Toyota GR Yaris Rally2 | Printsport     |
| 4 | 2024 | Rally dell'Acropoli | Sami Pajari | Toyota GR Yaris Rally2 | Printsport     |

### Vittorie nel WRC-2 Challenger
| # | Anno | Evento              | Pilota      | Auto                   | Squadra        |
| - | ---- | ------------------- | ----------- | ---------------------- | -------------- |
| 1 | 2023 | Rally di Svezia     | Sami Pajari | Škoda Fabia RS Rally2  | Toksport WRT   |
| 2 | 2023 | Rally d'Estonia     | Sami Pajari | Škoda Fabia RS Rally2  | Toksport WRT   |
| 3 | 2023 | Rally di Finlandia  | Sami Pajari | Škoda Fabia RS Rally2  | Toksport WRT 2 |
| 4 | 2023 | Rally del Cile      | Sami Pajari | Škoda Fabia RS Rally2  | Toksport WRT 2 |
| 5 | 2024 | Rally di Svezia     | Sami Pajari | Toyota GR Yaris Rally2 | Printsport     |
| 6 | 2024 | Rally di Sardegna   | Sami Pajari | Toyota GR Yaris Rally2 | Printsport     |
| 7 | 2024 | Rally di Polonia    | Sami Pajari | Toyota GR Yaris Rally2 | Printsport     |
| 8 | 2024 | Rally dell'Acropoli | Sami Pajari | Toyota GR Yaris Rally2 | Printsport     |

### Vittorie nel WRC-3
| # | Anno | Evento               | Pilota      | Auto               |
| - | ---- | -------------------- | ----------- | ------------------ |
| 1 | 2022 | Rally di Monte Carlo | Sami Pajari | Ford Fiesta Rally3 |
| 2 | 2022 | Rally del Portogallo | Sami Pajari | Ford Fiesta Rally3 |
| 3 | 2022 | Rally d'Estonia      | Sami Pajari | Ford Fiesta Rally3 |

### Vittorie nel Junior WRC-3
| # | Anno | Evento               | Pilota      | Auto               |
| - | ---- | -------------------- | ----------- | ------------------ |
| 1 | 2022 | Rally del Portogallo | Sami Pajari | Ford Fiesta Rally3 |
| 2 | 2022 | Rally d'Estonia      | Sami Pajari | Ford Fiesta Rally3 |

### Vittorie in altri rally
| # | Stagione | Campionato                 | Evento                   | Pilota             | Auto                            |
| - | -------- | -------------------------- | ------------------------ | ------------------ | ------------------------------- |
| 1 | 2018     | Campionato europeo storico | Lahti Historic Rally     | Jari Kankaanmäki   | Volvo 242                       |
| 2 | 2019     | R-Rallicup                 | Ikaalisten Kylpyläralli  | Kristian Kiviniemi | Mitsubishi Lancer Evo X         |
| 3 | 2020     | VW Aircooled Historic      | Ikaalisten Harrasteralli | Kristian Kiviniemi | Kia Rio N5                      |
| 4 | 2022     | Troféu Ralis Regional Sul  | Rally de Lisboa (TRRS)   | Sami Pajari        | Mitsubishi Lancer Evo IX        |
| 5 | 2023     | Historic Nuottisarja       | Kuhmoisten Sora-Ralli    | Jari-Matti Latvala | Toyota Celica Turbo 4WD (ST185) |
| 6 | 2023     | Campionato europeo storico | Lahti Historic Rally     | Jari-Matti Latvala | Toyota Celica GT-4 (ST165)      |
| 7 | 2025     | Campionato finlandese      | SM Savonlinna Ralli      | Esapekka Lappi     | Škoda Fabia RS Rally2           |

## Risultati nel mondiale rally

### WRC
| 2018 | Scuderia                 | Vettura        |  |  |  |  |  |  |  |    |  |  |  |  |  |  |  |  | Punti | Pos. |
| ---- | ------------------------ | -------------- |  |  |  |  |  |  |  | -- |  |  |  |  |  |  |  |  | ----- | ---- |
| 2018 | M-Sport World Rally Team | Ford Fiesta R5 |  |  |  |  |  |  |  | 51 |  |  |  |  |  |  |  |  | 0     |      |

| 2021 | Scuderia | Vettura            |  |    |  |  |  |  |  |  |  |  |  |  |  |  |  |  | Punti | Pos. |
| ---- | -------- | ------------------ |  | -- |  |  |  |  |  |  |  |  |  |  |  |  |  |  | ----- | ---- |
| 2021 |          | Ford Fiesta Rally4 |  | 28 |  |  |  |  |  |  |  |  |  |  |  |  |  |  | 0     |      |

| 2022 | Scuderia     | Vettura                                   |    |    |     |    |    |  |    |    |    |    |  |    |    |  |  |  | Punti | Pos. |
| ---- | ------------ | ----------------------------------------- | -- | -- | --- | -- | -- |  | -- | -- | -- | -- |  | -- | -- |  |  |  | ----- | ---- |
| 2022 | Toksport WRT | Ford Fiesta Rally3 Škoda Fabia Rally2 evo | 22 | 31 | Rit | 17 | 12 |  | 16 | 21 | 50 | 43 |  | 17 | 11 |  |  |  | 0     |      |

| 2023 | Scuderia                    | Vettura               |     |    |  |    |    |    |  |    |   |     |   |    |  |  |  |  | Punti | Pos. |
| ---- | --------------------------- | --------------------- | --- | -- |  | -- | -- | -- |  | -- | - | --- | - | -- |  |  |  |  | ----- | ---- |
| 2023 | Toksport WRT Toksport WRT 2 | Škoda Fabia RS Rally2 | Rit | 10 |  | 13 | 22 | 29 |  | 10 | 7 | Rit | 8 | 13 |  |  |  |  | 12    | 17º  |

| 2024 | Scuderia                           | Vettura                                              |    |   |  |    |     |   |   |    |   |   |   |     |   |  |  |  | Punti | Pos. |
| ---- | ---------------------------------- | ---------------------------------------------------- | -- | - |  | -- | --- | - | - | -- | - | - | - | --- | - |  |  |  | ----- | ---- |
| 2024 | Printsport Toyota Gazoo Racing WRT | Toyota GR Yaris Rally2 Toyota GR Yaris Rally1 Hybrid | 12 | 6 |  | 10 | Rit | 6 | 9 | 12 | 4 | 4 | 6 | Rit | 8 |  |  |  | 44    | 10º  |

| Legenda | 1º posto | 2º posto | 3º posto | A punti | Senza punti | Ritirato | Squalificato | NP=Non partito C=Gara cancellata | Apice=Power stage |

### WRC-2
| 2018 | Scuderia                 | Vettura        |  |  |  |  |  |  |  |    |  |  |  |  |  |  |  |  | Punti | Pos. |
| ---- | ------------------------ | -------------- |  |  |  |  |  |  |  | -- |  |  |  |  |  |  |  |  | ----- | ---- |
| 2018 | M-Sport World Rally Team | Ford Fiesta R5 |  |  |  |  |  |  |  | 15 |  |  |  |  |  |  |  |  | 0     |      |

| 2022 | Scuderia     | Vettura                |  |  |  |  |   |  |  |     |  |  |  |   |   |  |  |  | Punti | Pos. |
| ---- | ------------ | ---------------------- |  |  |  |  | - |  |  | --- |  |  |  | - | - |  |  |  | ----- | ---- |
| 2022 | Toksport WRT | Škoda Fabia Rally2 evo |  |  |  |  | 5 |  |  | 101 |  |  |  | 7 | 5 |  |  |  | 30    | 13º  |

| 2023 | Scuderia                    | Vettura               |  |   |  |   |  |    |  |    |   |     |   |  |  |  |  |  | Punti | Pos. |
| ---- | --------------------------- | --------------------- |  | - |  | - |  | -- |  | -- | - | --- | - |  |  |  |  |  | ----- | ---- |
| 2023 | Toksport WRT Toksport WRT 2 | Škoda Fabia RS Rally2 |  | 3 |  | 5 |  | 19 |  | 21 | 1 | Rit | 3 |  |  |  |  |  | 86    | 7º   |

| 2024 | Scuderia   | Vettura                |  |   |  |  |     |   |   |   |  |   |  |  |   |  |  |  | Punti | Pos. |
| ---- | ---------- | ---------------------- |  | - |  |  | --- | - | - | - |  | - |  |  | - |  |  |  | ----- | ---- |
| 2024 | Printsport | Toyota GR Yaris Rally2 |  | 2 |  |  | Rit | 1 | 1 | 3 |  | 1 |  |  | 2 |  |  |  | 136   | 1º   |

| Legenda | 1º posto | 2º posto | 3º posto | A punti | Senza punti | Ritirato | Squalificato | NP=Non partito C=Gara cancellata | Apice=Power stage |

### WRC-2 Junior/Challenger
| 2022 | Scuderia     | Vettura                |  |  |  |  |   |  |  |   |  |  |  |   |   |  |  |  | Punti | Pos. |
| ---- | ------------ | ---------------------- |  |  |  |  | - |  |  | - |  |  |  | - | - |  |  |  | ----- | ---- |
| 2022 | Toksport WRT | Škoda Fabia Rally2 evo |  |  |  |  | 4 |  |  | 5 |  |  |  | 3 | 3 |  |  |  | [ 5 ] |      |

| 2023 | Scuderia                    | Vettura               |  |   |  |   |  |    |  |   |   |     |   |  |  |  |  |  | Punti | Pos. |
| ---- | --------------------------- | --------------------- |  | - |  | - |  | -- |  | - | - | --- | - |  |  |  |  |  | ----- | ---- |
| 2023 | Toksport WRT Toksport WRT 2 | Škoda Fabia RS Rally2 |  | 1 |  | 2 |  | 16 |  | 1 | 1 | Rit | 1 |  |  |  |  |  | 118   | 3º   |

| 2024 | Scuderia   | Vettura                |  |   |  |  |     |   |   |   |  |   |  |  |   |  |  |  | Punti | Pos. |
| ---- | ---------- | ---------------------- |  | - |  |  | --- | - | - | - |  | - |  |  | - |  |  |  | ----- | ---- |
| 2024 | Printsport | Toyota GR Yaris Rally2 |  | 1 |  |  | Rit | 1 | 1 | 2 |  | 1 |  |  | 2 |  |  |  | 146   | 1º   |

| Legenda | 1º posto | 2º posto | 3º posto | A punti | Senza punti | Ritirato | Squalificato | NP=Non partito C=Gara cancellata | Apice=Power stage |

### WRC-3
| 2022 | Scuderia | Vettura            |   |   |     |   |  |  |   |  |  |  |  |  |  |  |  |  | Punti | Pos. |
| ---- | -------- | ------------------ | - | - | --- | - |  |  | - |  |  |  |  |  |  |  |  |  | ----- | ---- |
| 2022 |          | Ford Fiesta Rally3 | 1 | 4 | Rit | 1 |  |  | 1 |  |  |  |  |  |  |  |  |  | 87    | 1º   |

| Legenda | 1º posto | 2º posto | 3º posto | A punti | Senza punti | Ritirato | Squalificato | NP=Non partito C=Gara cancellata | Apice=Power stage |

### Junior WRC-3
| 2022 | Scuderia | Vettura            |  |    |      |    |  |  |    |  |  |    |  |  |  |  |  |  | Punti | Pos. |
| ---- | -------- | ------------------ |  | -- | ---- | -- |  |  | -- |  |  | -- |  |  |  |  |  |  | ----- | ---- |
| 2022 |          | Ford Fiesta Rally3 |  | 57 | Rit8 | 16 |  |  | 14 |  |  | 56 |  |  |  |  |  |  | 111   | 2º   |

| Legenda | 1º posto | 2º posto | 3º posto | A punti | Senza punti | Ritirato | Squalificato | NP=Non partito C=Gara cancellata | Apice=Power stage |